# Ophiotrochus panniculus
Ophiotrochus panniculus är en ormstjärneart som beskrevs av George Richard Lyman 1878. Ophiotrochus panniculus ingår i släktet Ophiotrochus och familjen Ophiolepididae. Inga underarter finns listade i Catalogue of Life.